# NOVA 書き下ろし日本SFコレクション
『NOVA 書き下ろし日本SFコレクション』（ノヴァ かきおろしにほんエスエフコレクション）は、河出書房新社が刊行していた書き下ろしSF短編のアンソロジー。編者は大森望。2009年12月に刊行が開始され、年2冊程度刊行された。第10巻までを第一期として区切り、第11巻以降はNOVA+とタイトルを改め、第13巻以降は「刊行年度＋季節」の表記で展開している。

## 概要
河出書房の河出文庫より刊行。編者の大森望が、「2010年代の日本SFの中軸を担うべき作家たち」に依頼した書き下ろしの短編作品が収録されている。第10巻までの第一期により、第34回日本SF大賞特別賞、第45回星雲賞自由部門を受賞。
第1巻には、河出書房新社より刊行の予定だった伊藤計劃『屍者の帝国』の冒頭部が特別に収録されている。

## 収録作品リスト

### NOVA 1
- 『NOVA 1 書き下ろし日本SFコレクション』 2009年12月20日発行、ISBN 978-4309409948
  - 北野勇作「社員たち」
  - 小林泰三「忘却の侵略」
  - 藤田雅矢「エンゼルフレンチ」
  - 山本弘「七歩跳んだ男」
  - 田中啓文「ガラスの地球を救え!」
  - 田中哲弥「隣人」
  - 斉藤直子「ゴルコンダ」
  - 牧野修「黎明コンビニ血祭り実話SP」
  - 円城塔「Beaver Weaver」
  - 飛浩隆「自生の夢」
  - 伊藤計劃「屍者の帝国」 - 絶筆作品の特別収録

（新城カズマにも声が掛けられていたが、長編『15×24』の刊行と重なったため、2巻以降の掲載となった）

### NOVA 2
- 『NOVA 2 書き下ろし日本SFコレクション』 2010年7月5日発行、ISBN 978-4309410272
  - 神林長平「かくも無数の悲鳴」
  - 小路幸也「レンズマンの子供」
  - 法月綸太郎「バベルの牢獄」
  - 倉田タカシ「夕陽にゆうくりなき声満ちて風」
  - 恩田陸「東京の日記」
  - 田辺青蛙「てのひら宇宙譚」
  - 曽根圭介「衝突」
  - 東浩紀「クリュセの魚」
  - 新城カズマ「マトリカレント」
  - 津原泰水「五色の舟」
  - 宮部みゆき「聖痕」
  - 西崎憲「行列」

### NOVA 3
- 『NOVA 3 書き下ろし日本SFコレクション』 2010年12月20日発行、ISBN 978-4-309-41055-5
  - とり・みき「SF大将 特別編 万物理論［完全版］」
  - 小川一水「ろーどそうるず」
  - 森岡浩之「想い出の家」
  - 長谷敏司「東山屋敷の人々」
  - 円城塔「犀が通る」
  - 浅暮三文「ギリシア小文字の誕生」
  - 東浩紀「火星のプリンセス」 - 「クリュセの魚」の続編
  - 谷甲州「メドゥーサ複合体」
  - 瀬名秀明「希望」

### NOVA 4
- 『NOVA 4 書き下ろし日本SFコレクション』 2011年5月20日発行、ISBN 978-4-309-41077-7
  - 京極夏彦「最后の祖父」
  - 北野勇作「社員食堂の恐怖」
  - 斉藤直子「ドリフター」
  - 森田季節「赤い森」
  - 森深紅「マッドサイエンティストへの手紙」
  - 林譲治「警視庁吸血犯罪捜査班」
  - 竹本健治「瑠璃と紅玉の女王」
  - 最果タヒ「宇宙以前」
  - 山田正紀「バットランド」

### NOVA 5
- 『NOVA 5 書き下ろし日本SFコレクション』 2011年8月20日発行、ISBN 978-4-309-41098-2
  - 上田早夕里「ナイト・ブルーの記録」
  - 図子慧「愛は、こぼれるｑの音色」
  - 須賀しのぶ「凍て蝶」
  - 石持浅海「三階に止まる」
  - 友成純一「アサムラール　バリに死す」
  - 宮内悠介「スペース金融道」
  - 東浩紀「火星のプリンセス 続」
  - 伊坂幸太郎「密使」

### NOVA 6
- 『NOVA 6 書き下ろし日本SFコレクション』 2011年11月20日発行、ISBN 978-4-309-41113-2
  - 斉藤直子「白い恋人たち」
  - 七佳弁京「十五年の孤独」
  - 蘇部健一「硝子の向こうの恋人」
  - 松崎有理「超現実な彼女　代書屋ミクラの初仕事」
  - 高山羽根子「母のいる島」
  - 船戸一人「リビング・オブ・ザ・デッド」
  - 樺山三英「庭、庭師、徒弟」
  - 北野勇作「とんがりとその周辺」
  - 牧野修「僕がもう死んでいるってことは内緒だよ」
  - 宮部みゆき「保安官の明日」

### NOVA 7
- 『NOVA 7 書き下ろし日本SFコレクション』 2012年3月3日発行、ISBN 978-4-309-41136-1
  - 宮内悠介「スペース地獄篇」
  - 小川一水「コズミックロマンスカルテット with E」
  - 谷甲州「灼熱のヴィーナス」
  - 増田俊也「土星人襲来」
  - 北野勇作「社内肝試し大会に関するメモ」
  - 藤田雅矢「植物標本集」
  - 西崎憲「開閉式」
  - 壁井ユカコ「ヒツギとイオリ」
  - 扇智史「リンナチューン」
  - 片瀬二郎「サムライ・ポテト」

### NOVA 8
- 『NOVA 8 書き下ろし日本SFコレクション』 2012年7月6日発行、ISBN 978-4-309-41162-0
  - 北野勇作「大卒ポンプ」
  - 飛浩隆「＃銀の匙」
  - 松尾由美「落としもの」
  - 粕谷知世「人の身として思いつく限り、最高にどでかい望み」
  - 青山智樹「激辛戦国時代」
  - 友成純一「噛み付き女」
  - 片瀬二郎「00:00:00.01pm」
  - 山田正紀「雲のなかの悪魔」
  - 飛浩隆「曠野にて」
  - 東浩紀「オールトの天使」

### NOVA 9
- 『NOVA 9 書き下ろし日本SFコレクション』 2013年1月9日発行、ISBN 978-4-309-41190-3
  - 眉村卓「ペケ投げ」
  - 浅暮三文「晩夏」
  - 斉藤直子「禅ヒッキー」
  - 田中啓文「本能寺の大変」
  - 森深紅「ラムネ氏ノコト」
  - 小林泰三「サロゲート・マザー」
  - 片瀬二郎「検索ワード：異次元」「深夜会議」
  - 宮内悠介「スペース蜃気楼」
  - 木本雅彦「メロンを掘る熊は宇宙で生きろ」
  - 谷甲州「ダマスカス第三工区」
  - 扇智史「アトラクタの奏でる音楽」

### NOVA 10
- 『NOVA 10 書き下ろし日本SFコレクション』 2013年7月8日発行、ISBN 978-4-309-41230-6
  - 菅浩江「妄想少女」
  - 柴崎友香「メルボルンの想い出」
  - 北野勇作「味噌樽の中のカブト虫」
  - 片瀬二郎「ライフ・オブザリビングデッド」
  - 山野浩一「地獄八景」
  - 山本弘「大正航時機綺譚」
  - 伴名練「かみ☆ふぁみ！〜彼女の家族が「お前なんぞにうちの子はやらん」と頑なな件〜」
  - 森奈津子「百合君と百合ちゃん」
  - 倉田タカシ「トーキョーを食べて育った」
  - 木本雅彦「ぼくとわらう」
  - 円城塔「(Atlas)^3」
  - 瀬名秀明「ミシェル」

### NOVA+ バベル
- 『バベル NOVA+ 書き下ろし日本SFコレクション』2014年10月7日発行、ISBN 978-4-309-41322-8
  - 宮部みゆき「戦闘員」
  - 月村了衛「機龍警察 化生」
  - 藤井太洋「ノー・パラドクス」
  - 宮内悠介「スペース珊瑚礁」
  - 野﨑まど「第五の地平」
  - 酉島伝法「奏で手のヌフレツン」
  - 長谷敏司「バベル」
  - 円城塔「Φ(ファイ)」

### NOVA+ 屍者たちの帝国
『屍者の帝国』の設定を使って書き手に依頼されたアンソロジー集。
- 『屍者たちの帝国 NOVA+ 書き下ろし日本SFコレクション』2015年10月20日発行、ISBN 978-4-309-41407-2
  - 藤井太洋「従卒トム」
  - 高野史緒「小ねずみと童貞と復活した女」
  - 仁木稔「神の御名は黙して唱えよ」
  - 北原尚彦「屍者狩り大佐」
  - 津原泰水「エリス、聞えるか？」
  - 山田正紀「石に漱ぎて滅びなば」
  - 坂永雄一「ジャングルの物語、その他の物語」
  - 宮部みゆき「海神の裔」

### NOVA 2019年春号
- 『NOVA 2019年春号』2018年12月6日発行、ISBN 978-4-309-41651-9
  - 新井素子「やおよろず神様承ります」
  - 小川哲「七十人の翻訳者たち」
  - 佐藤究「ジェリーウォーカー」
  - 柞刈湯葉「まず牛を球とします。」
  - 赤野工作「お前のこったからどうせそんなこったろうと思ったよ」
  - 小林泰三「クラリッサ殺し」
  - 高島雄哉「キャット・ポイント」
  - 片瀬二郎「お行儀ねこちゃん」
  - 宮部みゆき「母の法律」
  - 飛浩隆「流下の日」

### NOVA 2019年秋号
- 『NOVA 2019年秋号』2019年8月6日発行、ISBN 978-4-309-41705-9
  - 谷山浩子「夢見」
  - 高野史緒「浜辺の歌」
  - 高山羽根子「あざらしが丘」
  - 田中啓文「宇宙サメ戦争」
  - 麦原遼「無積の船」
  - アマサワトキオ「赤羽二十四時」
  - 藤井太洋「破れたリンカーンの肖像」
  - 草野原々「いつでも、どこでも、永遠に。」
  - 津原泰水「戯曲 中空のぶどう」

### NOVA 2021年夏号
- 『NOVA 2021年夏号』2021年4月6日発売、ISBN 978-4-309-41799-8
  - 高山羽根子「五輪丼」
  - 池澤春菜、堺三保（原作）「オービタル・クリスマス」
  - 柞刈湯葉「ルナティック・オン・ザ・ヒル」
  - 新井素子「その神様は大腿骨を折ります」
  - 乾緑郎「勿忘草 機巧のイヴ 番外篇」
  - 高丘哲次「自由と気儘」
  - 坂永雄一「無脊椎動物の想像力と創造性について」
  - 野﨑まど「欺瞞」
  - 斧田小夜「おまえの知らなかった頃」
  - 酉島伝法「お務め」

### NOVA 2023年夏号
- 『NOVA 2023年夏号』2023年4月6日発売、ISBN 978-4-309-41958-9 - 全作家女性特集号
  - 池澤春菜「あるいは脂肪でいっぱいの宇宙」
  - 高山羽根子「セミの鳴く五月の部屋」
  - 芦沢央「ゲーマーのGlitch」
  - 最果タヒ「さっき、誰かがぼくにさようならと言った」
  - 揚羽はな「シルエ」
  - 吉羽善「犬魂の箱」
  - 斧田小夜「デュ先生なら右心房にいる」
  - 勝山海百合「ビスケット・エフェクト」
  - 溝渕久美子「プレーリードッグタウンの奇跡」
  - 新川帆立「刑事第一審訴訟事件記録 玲和五年（わ）第四二七号」
  - 菅浩江「異世界転生してみたら」
  - 斜線堂有紀「ヒュブリスの船」
  - 藍銅ツバメ「ぬっぺっぼうに愛をこめて」

## NOVAコレクション
河出書房新社から「NOVAコレクション」として刊行された作家個人の単行本
- 『星を創る者たち』谷甲州  2013年9月26日
- 『社員たち』北野勇作  2013年10月29日
- 『新生』瀬名秀明  2014年2月5日
- 『アンドロギュヌスの皮膚』図子慧 2014年2月14日